# Aberdeenshire (circonscription du Parlement d'Écosse)
Avant les Actes d'Union de 1707, les barons du comté d'Aberdeen élisaient des commissaires pour les représenter au Parlement monocaméral d'Écosse et à la Convention des États. Le nombre des commissaires passe de deux à quatre en 1690.
À partir de 1708, l'Aberdeenshire était représenté par un membre du Parlement à la Chambre des communes de Grande-Bretagne.

## Liste des commissaires de comté
- 1596: John Leslie de Balquhain et Alexander Fraser de Fraserburgh [1]
- 1612–17: Alexander Gordon de Cluny[2]
- 1629: Erskine de Balhagardie et Crombie de Kemnay [3]
- 1631, 1632: Irvine of Drum  [3]
- 1639–41, 1644, 1645–46: Sir William Forbes de Craigievar et Fintray[4]
- 1643, 1648, 1661–63: Sir Alexander Fraser de Philorth[5]
- 1648: Laird de Udny  (Udny) [6]
- 1649–50: Arthur Forbes de Eight [6]
- 1649–50: William Forbes le jeune de Leslie [6]
- 1650–51: Laird de Glenkindlie (Strachan) [6]
- 1661–63: Colonel George Keith de Aden [6]
- 1665 (convention), 1667 (convention): Sir John Baird de Newbyth[7]
- 1665 (convention), 1667 (convention), 1669–74, 1678 (convention): Adam Urquhart de Meldrum [8]
- 1669–74, 1678 (convention), 1681–82: Sir George Gordon d'Haddo[9]
- 1681–82, 1685–86: Sir Alexander Seton de Pitmedden[10]
- 1685–86: Sir Charles Maitland de Pittrichie[11]
- 1689 (convention), 1689–1701: Sir John Forbes de Craigievar et Fintray[4]
- 1689 (convention), 1689–1701, 1702–07: James Moir de Stoniewood  [12]
- 1693–98, 1700–01: Sir Samuel Forbes de Foveran[13]
- 1693–1702: Sir James Elphinstone de Logie[14]
- 1702–07: Sir William Seton de Pitmedden[15]
- 1702–07: Sir Alexander Gordone de Pitlurg [12]
- 1702–07: John Udnie de that Ilk  [12]